# Pedro Elías Zadunaisky
Pedro Elías Zadunaisky (Rosario, 10 de diciembre de 1917 - 7 de octubre de 2009) fue un astrónomo y matemático argentino que calculó la órbita de Febe (la novena y más distante luna de Saturno), la de varios cometas (incluido el Halley) y la de varios satélites artificiales (incluido el Explorer I).
Fue pionero en mecánica celeste, una rama de la astronomía que se dedica a calcular y predecir los movimientos orbitales de objetos naturales y artificiales, tales como el movimiento de los planetas alrededor del Sol, el cálculo de las órbitas de cometas y asteroides y el cálculo de órbitas de satélites artificiales.

## Biografía
Nació en la ciudad de Rosario, provincia de Santa Fe. A lo largo de su infancia y adolescencia era conocido como Mauricio. Pero cuando fue reclutado para hacer la conscripción obligatoria, se enteró de que había sido anotado como Pedro Elías Zadunaisky.
En 1943 se graduó en la Universidad Nacional de Rosario con diploma de ingeniero civil. En 1940 a 1945 en el Instituto de Matemáticas de la misma universidad realizó estudios especiales de matemática pura y aplicada bajo la dirección del matemático judío italiano, profesor Beppo Levi (que huyó de la Italia fascista y antisemita).
Levi fue su director de tesis (acerca del cálculo necesario para las lunas de Júpiter) y demostró que con los métodos numéricos que le había enseñado Levi podía calcular las órbitas con mayor precisión que con los métodos corrientes. La Facultad de Ciencias Exactas creó el Instituto del Cálculo, compró una modernísima computadora Mercury y luego computadoras más modernas: Zadunaisky pudo calcular las órbitas con gran exactitud y velocidad, y de esa manera Argentina pasó a tener el cálculo más preciso y veloz de la mecánica celeste.
En 1946 y 1947 realizó estudios especializados en Mecánica Celeste en el Observatorio Astronómico de la Universidad Nacional de La Plata, bajo la dirección del astrónomo alemán Dr. Alexander Wilkens.
En tres ocasiones obtuvo la beca de la Fundación Guggenheim para realizar estudios e investigaciones en Columbia University (Nueva York, 1956 y 1957), Institute of Advanced Studies (Princeton, 1958 y 1959) y Texas University (Austin, 1977 y 1978), respectivamente. Estas actividades se centraron especialmente en los campos de la mecánica celeste, la matemática numérica y las investigaciones espaciales.
En el periodo 1958 a 1961 fue senior astronomer (astrónomo mayor) del Smithsonian Astrophysical Observatory en Cambridge (Massachusetts) y associate researcher (investigador asociado) del Harvard College Observatory. Allí realizó investigaciones en el análisis y cálculo de órbitas de los satélites estadounidenses Explorer I, Vanguard II y Echo I.
Allí Mauricio (como era conocido Zadunaisky) y su esposa Bequita (Rebeca) se reunían con varios argentinos, a comer empanadas, horneadas por Malvina Tati, esposa de Marcelino Cereijido (médico y fisiólogo argentino, actual profesor de fisiología y biofísica del Centro de Investigaciones y Estudios Avanzados de México).
José María Dagnino Pastore (estudiante de economía en la Escuela de Administración de Empresas, de Harvard que luego sería ministro de Economía en Argentina),
Lorenzo Aristarain (estudiante de geología económica que luego sería ministro de Minería en Argentina),
y Oscar Cacho Yugnovsky (estudiante de diplomacia que luego sería secretario de Relaciones Exteriores en Argentina).
Desde 1964 Zadunaisky fue miembro de la Unión Astronómica Internacional, en la Comisión 20, especializada en posiciones y movimientos de asteroides, satélites y cometas.
En 1966, a raíz de la Noche de los Bastones Largos, Zadunaisky abandonó la Argentina junto con otros profesores y estudiantes que habían participado de la protesta contra el golpe militar del general Juan Carlos Onganía (el 29 de julio de 1966), que privó de autonomía a las universidades.
En 1967 y 1968, como senior associate (asociado mayor) de la National Academy of Sciences de Estados Unidos, realizó investigaciones en mecánica celeste en el Goddard Space Flight Center de la NASA (en Greenbelt, Maryland).
También dictó un curso de posgrado en el Departamento de Astronomía de la Georgetown University (en Washington D. C.)
En 1969 regresó a Argentina, donde fue profesor titular en la Universidad Nacional de Tucumán y en la Universidad Nacional de La Plata.
Luego fue nombrado catedrático titular en la Universidad de Buenos Aires, hasta su fallecimiento.
También estuvo encargado de investigaciones astrodinámicas en la Comisión Nacional de Actividades Espaciales.
Hasta fines de 1996 fue investigador científico en la CONAE (Comisión Nacional de Actividades Espaciales), donde dirigió las actividades del grupo especializado en astrodinámica para el cálculo y análisis de órbitas de objetos artificiales.
Fue profesor emérito y director del Departamento de Matemáticas de la Facultad de Ciencias Exactas de la Universidad de Buenos Aires. También fue profesor honorario de la Facultad de Ciencias Astronómicas y Geofísicas de la Universidad Nacional de La Plata, donde dirigió varias tesis doctorales. Fue investigador superior del CONICET y desde 1996 fue investigador emérito también del CONICET.
Desde 1988 fue miembro honorario de la Unión Matemática Argentina.
Sus papers (artículos científicos) principales se encuentran en alrededor de cuarenta publicaciones de nivel internacional.
Publicó el libro de texto A Guide to Celestial Mechanics, editado en Estados Unidos por el Smithsonian Astrophysical Observatory.
Los resultados de su trabajo sobre la órbita de Febe, noveno satélite del planeta Saturno, se aplican actualmente para el cálculo de las efemérides que se publican anualmente en el Astronomical Almanac International.
En 2013 la Fundación Konex le otorgó el Premio Konex post mortem en la disciplina Física y Astronomía.

## Asteroide Zadunaisky
En el año 2000, un grupo de antiguos estudiantes de Zadunaisky en Argentina, descubrieron un asteroide, que nombraron en su honor 4617 Zadunaisky.

## Familia
Su hermano fue Oscar Ferris, el famosísimo «Repórter Esso», que leía un noticiario radial y que en realidad se llamaba Abraham Zadunaisky.
Era tío de José Pepe Zadunaisky, fisiólogo y discípulo de Eduardo Braun Menéndez que vivió y trabajó en EE. UU. Falleció en el 2007